# Киевский экспресс
Ки́евский экспре́сс действовал с 5 мая 2008 года по 28 февраля 2011 года. 
Суть маршрутов заключалась в том, что они являлись дублерам аналогичных троллейбусных маршрутов, но, в отличие от троллейбуса, останавливались только на некоторых остановках.

## Маршруты Киевского экспресса

### 46ТР (закрыт в ноябре 2009 года)
- Запущен: 5 мая 2008 года
- Закрыт: ноябрь 2009 года
- Количество остановок: 9
- Остановки: «Ленинградская пл.», «ст. м. Дарница», «Авторынок», «1й микрорайон», «Универсам Фестивальный», «ул. Сабурова», «Торговый центр», «ул. Цветаевой», «ул. Милославская».

### 37ТР (закрыт в марте 2011 года)
- Запущен: 6 августа 2008 года
- Закрыт: март 2011 года
- Количество остановок: 7
- Остановки: "ст. м. «Лесная», «ул. Закревского», «Универсам „Днепр“», «АТС», «ул. Лаврухина», «ул. Лисковская», «ул. Будищанская», «ул. Милославская»

### 8ТР (закрыт в январе 2009 года)
- Запущен: 9 сентября 2008 года
- Закрыт: 1 января 2009 года
- Количество остановок: 14
- Остановки: «Ул. Смилянская», «Общежитие», «Ул. Донецкая», «Детский сад», «Севастопольская площадь», «Ул. Образования», «Площадь Победы», «Ст. метро Университет» (в обратном направлении «Ул. Франко»), «Бессарабская площадь» и ст.м. «пл. Льва Толстого».

## Подвижной состав
Поначалу на экспрессах использовались новые автобусы «Богдан-А1445». В первые дни работы маршрутов на них были замечены автобусы с красными транзитными номерами, что говорит о том, что на каждый маршрут автобусы закупались отдельно и ничего старого на них не отправляли. Но в связи с кризисом автобусы «Богдан-А1445» были направлены на работу в качестве маршрутных такси, на экспрессах стали появляться разные автобусы большого и среднего класса. В последнее время на экспрессах 37тр и 46тр действовали автобусы ЛАЗ-А292 и Volvo-B10M55.

## Оплата проезда
В начале стоимость проезда была — 1 гривна, с 4 ноября 2008 года стоимость поездки в экспрессе была — 2 гривны. Также действовали льготы, предусмотренные законом.